# Статьи об отмене крепостного права в России (Маркс)
Статьи об отмене крепостного права в России — две статьи Карла Маркса, написанные в 1858 году и опубликованные в газете «New-York Daily Tribune». В них с позиций исторического материализма рассмотрены причины (крепостничество тормозило развитие капитализма, что вызвало поражение в Крымской войне), движущие силы аграрной реформы (классовая борьба между помещиками и крестьянством), её характер (непоследовательный и двойственный). В статье «Вопрос об отмене крепостного права в России» Маркс подчёркивает вынужденный характер отмены крепостного права:

Легитимные правительства Европы были в состоянии упразднить крепостное право только лишь под напором революции или в результате войны.
Кроме того, Маркс отмечает его половинчатый и непоследовательный характер: 

Высказываться против рабства, но допускать освобождение только на таких условиях, при которых оно сводилось бы к простой фикции, — подобная позиция является, как видно, модной даже среди либерального русского дворянства.
В статье «Об освобождении крестьян в России», комментируя доклад императорского Главного комитета по отмене крепостного права, Маркс отмечает, что даже правительство Александра II настроено более реформаторски, чем дворяне-землевладельцы: 

Каждый раздел доклада содержит весьма чувствительную материальную потерю для аристократии.